# 衡阳焊轨厂百年铁轨
衡阳焊轨厂百年铁轨是建于1914年的一段铁轨，在衡阳焊轨厂范围内。

## 概况
轨道的部分钢轨内侧仍铸有清晰繁体字，标示为汉阳铁厂在民国三年（1914年）及民国四年（1915年）制造。
部分钢枕铸有英文字母，标示为英国戴维·科尔维尔父子公司1931年制造。

## 现状
百年铁轨位于湘桂线南侧的衡阳焊轨厂厂内，连通厂区和湘桂线，现在仍在使用。
2014年，衡阳市文物局对市区铁路文物进行调查摸底，发现了这段轨道。
2015年12月，衡阳焊轨厂百年铁轨被公布为衡阳市文物保护单位。